# Sansone e Dalila (Ribera)
Sansone e Dalila (Sansón y Dalila) è un disegno dell’artista spagnolo Jusepe de Ribera, realizzato tra il 1620 e il 1626 e oggi conservato al museo di belle arti di Cordova.

## Storia
Si ritiene che questo disegno, realizzato con la matita sanguigna e la grafite su carta vergata, sia il bozzetto finale del quadro omonimo che apparteneva alla collezione reale spagnola. Questo quadro, che si trovava nel salone degli specchi del Real Alcázar di Madrid assieme a Giaele e Sisara (sempre del Ribera), venne distrutto nel 1734 durante l’incendio che devastò l’edificio. Pertanto questo disegno rimane l’unica traccia del dipinto dello Spagnoletto.
Tra il 22 novembre 2016 e il 19 febbraio 2017 il disegno fu esposto al museo del Prado per la mostra "Ribera, maestro del dibujo". In seguito, tra il 12 marzo e l’11 giugno del 2017, venne nuovamente esposto al museo Meadows di Dallas per la mostra "Between Heaven and Hell: The Drawings of Jusepe de Ribera".

## Descrizione
Il disegno raffigura un episodio tratto dalla storia di Sansone, narrata nel Libro dei Giudici: l’eroe israelita è addormentato e la donna della quale si era invaghito, Dalila, chiama i Filistei, suoi nemici, affinché questi gli taglino i capelli. Sansone, infatti, possedeva una forza straordinaria finché aveva i capelli lunghi e i Filistei avevano pagato Dalila per farsi rivelare il suo segreto (per questo motivo la donna tiene un sacchetto di monete in una mano). In basso a destra si trova la seguente scritta, forse posteriore alla realizzazione del disegno: “de Mano de Gusepe de Ribera/el Españoleto. Valenciano” (all’incirca “di mano di Jusepe de Ribera, lo Spagnoletto. Valenzano”).